# Annona tuberosa
Annona tuberosa este o specie de plante angiosperme din genul Annona, familia Annonaceae, descrisă de Noronha. Conform Catalogue of Life specia Annona tuberosa nu are subspecii cunoscute.